# Abraham Schadäus
Abraham Schadäus (deutsch Abraham Schade, sorbisch Abraham Škoda; gestorben 10. Oktober 1626 in Finsterwalde, Niederlausitz) war ein sorbischer Musikpädagoge und Herausgeber eines Sammelwerkes von Motetten.

## Leben
Sein Geburtsjahr ist unbekannt. Abraham Schade wuchs in Senftenberg in der Niederlausitz oder in dessen Nähe auf. 1564 war er Student der Philologie an der Universität Leipzig. 1573 wurde er Konrektor und Lehrer an der dortigen Thomasschule. 1588 wurde Abraham Schade zum Kantor und Lehrer an der Fürstenschule St. Afra in Meißen berufen. 1592 wurde er wieder entlassen wegen angeblich calvinistischer Einstellungen.
Er wurde Kantor am Gymnasium in Bautzen (oder Direktor der Stadtschule in Meißen?). 1598 wurde Schade Rektor in Schneeberg in Sachsen. 1601 wurde er zum Konrektor, 1602 zum Rektor an der Latein-Stadtschule in Speyer berufen. In dieser Zeit begann er mit der Herausgabe der Promptuarii musici. 1612 beendete er seine Tätigkeit in Speyer und war kurzzeitig Kantor am Gymnasium in Torgau. Seit 1613 war er Konrektor, seit 1614 Rektor in Bautzen. 1617 ging er in den Ruhestand.

## Publikationen
- Promptuarii musici, sacras harmonias sive Motetas 5. 6. 7. & 8. Vocum, e diversis, iisque clarissimis hujus et superioris aetatis autoribus, antehac nunquam in Germania editis ... Argentinae, typis Carol. Kiefferii sumptibus P. Ledertz. 3 Bände. 1611–1613. Band 4 von Caspar Vincentius herausgegeben 1617. insgesamt 436 Motetten von 114 Komponisten aus Deutschland, Italien, den Niederlanden und Frankreich